# TG1
《TG1》(이탈리아어: Telegiornale 1 텔레조르날레 우노[*])는 이탈리아의 국영TV 채널 Rai 1에서 방송되는 뉴스 프로그램이다. Rai 1과 국제 방송인 Rai 이탈리아에서 하루에 여러 번 방송된다. 현재 국장은 언론인인 마리오 오르페오(Mario Orfeo)이다. 1952년 첫 방송 당시 “텔레조르날레(Telegiornale)”란 이름으로 시작되었으나, 1975~1976년에 TG1란 명칭을 사용하기 시작하였다. 1992~1993년 사이에 잠시 Telegiornale Uno란 명칭으로 사용하되기도 하였다가 1993년 이후 TG1란 이름으로 돌아갔다.

## 성향
자유민중당 소속 파올로 로마니(it:Paolo Romani)는 일 템포(Il Tempo) 신문사의 인터뷰에서 TG1은 "정치적으로 중도좌파 성향을 가지고 있다."고 한다.
한편 라 레푸블리카 신문사에서는 이 발언을 실비오 베를루스코니와 자유민중당 소속 당원들이 가지는 정치적 편견으로, 정치인 안토니오 디 피에트로(Antonio Di Pietro)가, 실비오 베를루스코니 소유의 텔레비전 채널의 뉴스캐스트 편집장의 에밀리오 페데(Emilio Fede)를 비교하며, TG1의 편집장인 Augusto Minzolini의 해고를 요청한 것에 대해 비판하였다.

## 오프닝 테마
TG1의 오프닝 테마는 1952년 관현악단에 의해 만들어진 후, 50년 동안 지금까지도 사용되고 있다. 다만, 곡의 어레인지는 가장 최근인 2010년도까지 몇 차례 현대화 작업이 이루어졌다.

## 방송 시간
- Tg1 ore 06:30 - 월~금 오전 6:30 (5~12분)
- Tg1 ore 07:00 - 월~일 오전 7:00 (5~10분)
- Tg1 Flash L.I.S. - 월~금 오전 7:30 (2~5분), 이탈리아 수화 방송.
- Tg1 Mattina - 월~일 오전 8:00 (18~30분)
- Tg1 ore 9:00 - 월~일 오전 9:00 (5~6분)
- Tg1 Flash - 월~일 오전 9:30 (5분), 주말에는 이탈리아 수화로 방송.
- Tg1 ore 11:00 - 월~금 오전 11:00 (5분), 서머타임시에는 오전 10:00
- Tg1 ore 13:30 - 월~일 오후 1:30 (10~30분)
- Tg1 Economia - 월~금 오후 2:00 (5~8분)
- Tg1 ore 16:30 - 월~일 대략 오후 4:30~5:00경 (3~11분)
- TG1 ore 20:00 - 월~일 오후 8:00 (30~36분)
- Tg1 60 Secondi - 월~일 대략 오후 11시경 (1분)
- Speciale Tg1 - 매주 일요일 오후 11시
- Tg1 Notte - 월~일 대략 오전 0:00~2:00경 (30분)

## 제공 프로그램
- 우노마티나(Unomattina)
- 포르타 아 포르타(Porta a Porta)
- Rai 뉴스 24(Rai News 24)

## 같이 보기
- Rai 1
- TG2
- TG3
- TGR